# Абревијатура (музика)
Абревијатура (итал. abbreviatura) је нотна скраћеница која се употребљава у музици да би се избегло преписивање истих нота, исте групе нота, целих тактова или поновно писање читаве деонице неке копозиције која треба де се понови.

## Која је корист од абревијатура
Абревијатуре у нотном писању музичару четвороструко помажу:
1. штеде време (не мора два пута исти нотни текст да се пише),
2. штеде простор (јер се не нотира два пута исто),
3. олакшавају писање (јер су краће или не мора два пута исти нотни текст да се пише),
4. визуелно поједностављују нотни текст (читаоцу и извођачу).

## Приказ неких абревијатура и помоћних знакова
Абревијатуре (скраћенице) са помоћним знацима омогућавају прегледност нотног текста и краће бележење.
Неке од њих су:
1. (Репетиција)
2. (Прима и секонда волта)
3. D.C.  (Da capo)
4. D. C. al segno  (Da capo al segno)
5. D. C. al fine  (Da capo al Fine)
6. D. C. al Coda  (Da capo al Coda)
7. (Segno)
8. D. S.  (Dal segno)
9. D. S. al Coda  (Dal segno al Coda)
10. D. S. al Fine  (Dal segno al Fine)
11. (Нотне скраћенице)
12. 8va  (Транспоновање за октаву)
13. bis  (Знак за понављање)
14. Attacca
15. Ad libitum
16. VI-DE